# Composite à matrice métallique
Pour les articles homonymes, voir CMM.

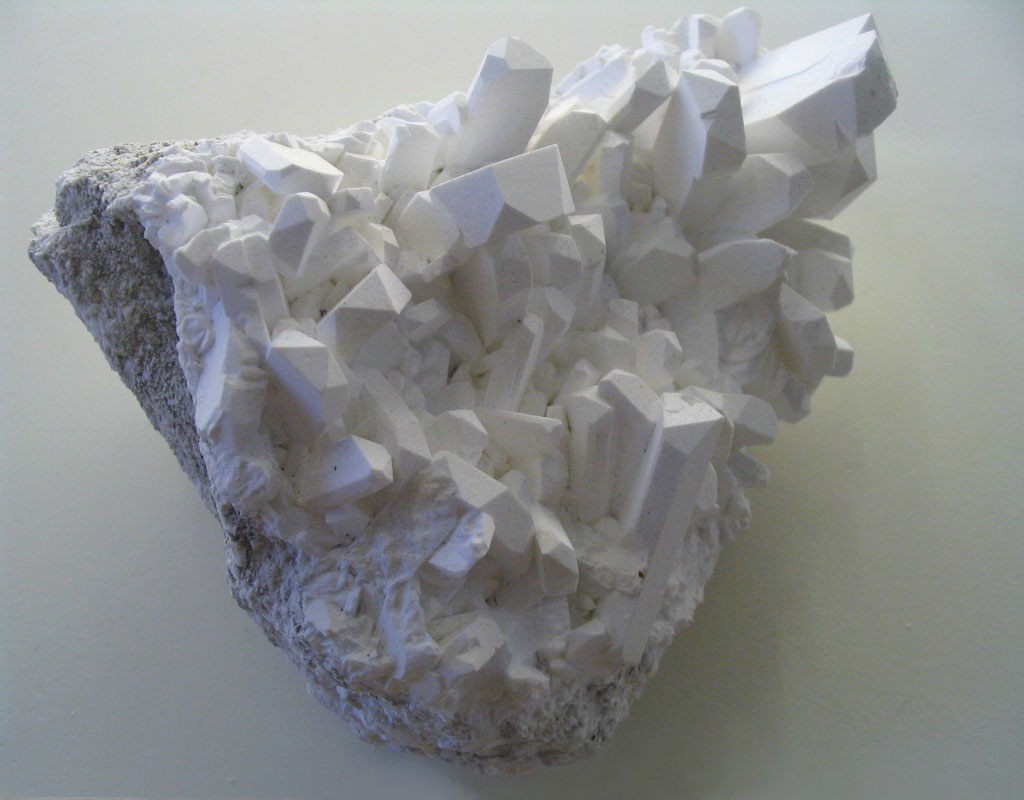
Cristaux de borax provenant de Kramer (Californie, États-Unis). Photographie prise au Natural History Museum de Londres.

Un composite à matrice métallique (CMM) est un matériau réunissant deux éléments :
- une matrice métallique, par exemple en aluminium, magnésium, zinc ;
- un renfort métallique ou céramique, tel que des fils d’acier, particules de carbure de silicium (SiC), fibres de carbone, alumine. Les composites à matrice métallique ayant de la céramique comme renfort sont appelés « cermets ».

Le sigle MMC signifie « Metal Matrix Composite », c'est-à-dire « composite à matrice métallique » ou CMM en français.

## Composition
Pour avoir une certaine rentabilité technologique (et économique), le composite doit rester suffisamment léger ; ce qui conduit à utiliser un métal léger pour la matrice. En conséquence, l’aluminium et ses alliages constituent de bons candidats, suivis du magnésium et du titane, ainsi que leurs alliages respectifs.

## Application
Les matériaux composites à matrice métallique ont sensiblement évolué depuis leur apparition dans les années 1960. Leur prix relativement élevé limitait leurs applications essentiellement à l’aérospatiale. C’est seulement à partir des années 1980 que l’apparition de renforts commercialement intéressants et de meilleure qualité a permis d'envisager d’autres domaines d’application. De nos jours, les CMM intéressent les concepteurs des industries automobiles, électroniques et de loisir pour leur capacité à répondre à des exigences mécaniques spécifiques.

## Fabrication
La fabrication de ces composites est relativement complexe dans la mesure où l’on doit assurer une bonne cohésion matrice/renfort et avoir simultanément :
- une fabrication avec la matrice en phase liquide ou semi-solide pour assurer une fluidité suffisante pendant l'imprégnation des renforts ;
- une température de fusion de la matrice peu élevée, comme c'est le cas de l'aluminium, pour ne pas détériorer les renforts et éviter toute réaction entre la matrice et les renforts.

Les composites à matrice métallique sont souvent mis en forme par moulage sous pression. Les étapes sont les suivantes :
- dépôt des fibres dans le moule ;
- fermeture du moule ;
- préchauffe du moule fermé ;
- injection de la matrice (métal fondu) ;
- compactage sous une presse jusqu'à solidification.

## Propriétés
Le compromis obtenu entre la ténacité de la matrice métallique et la rigidité des renforts donne au CMM des caractéristiques mécaniques intéressantes par rapport à l’alliage seul, surtout au-dessus de 200 °C.

## Comparaison avec les composites à matrice organique
Les composites à matrice métallique ont les avantages et les inconvénients suivant en comparaison avec les composites à matrice organique :
Les CMM ont de meilleures :
- tenues en température et au feu ;
- propriétés intrinsèques de la matrice métallique (sauf isolation thermique) ;
- tenues au vieillissement ;
- ductilités de la matrice métallique (comparée aux matrices résines thermodurcissables).

Les CMM sont limités par :
- une masse volumique plus élevée ;
- un prix plus élevé.